# Can Fonolleda
|  | Per a altres significats, vegeu «Can Fonolleda (Massanes)». |

Can Fonolleda és una masia gòtica de Palafolls (Maresme) inclosa a l'Inventari del Patrimoni Arquitectònic de Catalunya. És una masia de petites dimensions com moltes de les que es troben esparses per la zona (Les Ferreries). Té un portal rodó i dues finestres gòtiques -una de les quals correspon al gòtic tardà-. Al davant s'hi troba una era de grans dimensions feta de toves. A la paret lateral de migjorn hi ha un porxo senzill. Actualment la casa està en obres, ja que s'està construint un annex al cantó oposat al porxo. És una de les moltes masies que han contribuït, des del segle xvii, a donar un cert caràcter al municipi, permetent el desenvolupament de Les Ferreries com a centre administratiu.